# 風間力三
風間 力三（かざま りきぞう、1922年2月7日 - ）は、日本の国語学者、甲南大学名誉教授。

## 人物
岡山県津山市生まれ。1947年東北帝国大学法文学部文学科国語専攻卒、甲南大学助教授、教授、1986年定年退任、名誉教授、大手前女子大学文学部教授。

## 著書
- 『文章ドクター 悪文の診断と治療』東京堂、1962
- 『表現のための日本文法』東京堂、1964
- 『綴字逆順排列語構成による大言海分類語彙』編、冨山房、1979
- 『国語学の基礎問題』桜楓社、1985
- 『語彙論攷』和泉書院、1992
- 『要説国語学』翰林書房、1999
- 『昭和仰臥録 なつかしき情景』かざまりきぞう 文芸社、2011

### 記念論文集
- 『風間力三先生退職記念文集』風間力三先生退職記念会、1987